# 小鱗蛇鯔
小鱗蛇鯔，為輻鰭魚綱仙女魚目合齒魚亞目合齒魚科的其中一種，分布於西北太平洋區，包括朝鮮半島、渤海、黃海、東海、日本對馬島海域，體長可達45公分，為底棲性魚類，生活在沙泥底質海域，屬肉食性，生活習性不明。